# Mohernando
Mohernando è un comune spagnolo di 180 abitanti situato nella comunità autonoma di Castiglia-La Mancia.